# Misstänkt (TV-program)
Misstänkt är ett direktsänt kriminalprogram som hade premiär den 20 april 2009 i TV4.
Tillsammans med en expertpanel analyserar Lasse Bengtsson både aktuella och äldre brottsfall. Med hjälp av intervjuer, fördjupande reportage och initierade beskrivningar får tittarna inblick i komplicerade rättsfall och får höra från alla berörda sidor - både förövare, brottsoffer och brottsbekämpare kommer till tals. Programmet behandlar ett specifikt tema varje vecka.
Misstänkt är ett samarbete med Bonniertidskriften Misstänkt och sajten kriminalkanalen.se.
Programmet sändes endast 1 säsong.